# Nadvršje
Nadvršje (eng. headroom), razlika između vrha zvučnoga zapisa i najviše vrijednosti koja se može postići bez šišanja. Snimanje pri -6 dB ispod najviše vrijednosti dobro je odmjereno jer ne odlazi predaleko od šumnoga poda, a ostavlja dostatno nadvršja za moguće učinke koji će poglasniti zvuk. Smanjenje nadvršja prouzročuje DC odmak.